# Rang taxonomique
Pour les articles homonymes, voir Rang (bactérien), Rang (botanique) et Rang (zoologique).

Principaux rangs taxinomiques.

En nomenclature biologique, on nomme rangs taxinomiques, ou rangs taxonomiques (absolus ou relatifs), les niveaux hiérarchiques de la classification scientifique du monde vivant. Dans un système de nomenclature Linnéen, ces rangs vont du domaine (bien que les codes ne gèrent pas au-dessus du règne) à l'espèce, et forment les étages de la pyramide accueillant les taxons de la systématique d'un groupe donné d'animaux, de plantes, de champignons, de protistes, de bactéries ou d’archées.
La classification classique propose une hiérarchie codifiée en 7 rangs principaux et 5 rangs secondaires, présentée, dans l'ordre décroissant, de la façon suivante :
Monde vivant : règne → embranchement, division ou phylum → classe → ordre → famille → tribu → genre → section → série → espèce → variété → forme
RECOFGE est le sigle mnémotechnique des 7 rangs principaux : Règne / Embranchement / Classe / Ordre / Famille / Genre / Espèce. On trouve aussi la phrase mnémotechnique « reste en classe, on fait de grandes études ».
Des rangs supplémentaires (dits « intercalaires ») sont également admis en ajoutant les préfixes « sous- », « infra », « micro » ou « super » aux rangs principaux ou secondaires (superordre, sous-genre, infraclasse, etc.).
Il est possible en outre de créer de nouveaux rangs (sans validation, car ce ne sont pas des noms de taxons, mais des noms de rang, qui peuvent donc être formés de manière quelconque) à condition d'en préciser la position relative (par exemple, en mycologie, la stirpe est souvent adoptée comme rang immédiatement supérieur à l'espèce).
L'espèce constitue le rang de taxon de base de la classification Linnéenne. Plus le rang du taxon est élevé et plus le degré de ressemblance entre les individus concernés (plantes, animaux, champignons, bactéries) diminue, et inversement. Le second en importance est le genre (en latin genus), une espèce ne pouvant pas recevoir un nom scientifique sans être affectée à un genre. Le rang de troisième importance est la famille (en latin familia).
Bien qu'on appelle souvent ce type de nomenclature "Linnéenne", certains rangs furent proposés bien avant les travaux de Linné, alors que d'autres furent développés ultérieurement. Linné n'utilisa que les rangs de règne, classe, ordre, genre et espèce. Ainsi, on considère généralement que les familles furent proposées par Pierre Magnol, puis développées davantage par Michel Adanson, deux botanistes français, un développement qui fut donc initié avant les travaux de Linné. Au contraire, on considère généralement que le zoologiste et évolutionniste allemand Ernst Haeckel proposa le rang de phylum, environ un siècle après l'œuvre de Linné.
Cette page traite surtout des rangs absolus qui sont régulés par les codes Linnéens, comme les codes zoologique, botanique, et ceux pour les plantes cultivées, procaryotes et virus, mais des systèmes nomenclaturaux alternatifs, qui ne requièrent pas de rangs absolus, existent également. Dans ces cas, le rang taxonomique relatif peut être représenté par le retrait des noms. Voici un exemple hypothétique:
- Taxon A
  - Taxon B
  - Taxon C
    - Taxon D
    - Taxon E

Le principal système nomenclatural alternatif est la nomenclature phylogénétique, dont le développement débuta autour de 1990,, bien qu'on puisse faire remonter ses sources à Hennig, voire Darwin, qui avait déclaré que toute véritable classification est généalogique. Ce système a été implémenté dans le PhyloCode,, qui est entré en vigueur en 2020 avec la publication de Phylonyms (l'équivalent en nomenclature phylogénétique du Systema naturae et du Species plantarum de Linné, qui marquent le début de la priorité en zoologie et en botanique, respectivement) et qui est actuellement le seul code de nomenclature phylogénétique. Son développement est encadré par la Société internationale de nomenclature phylogénétique.

## Principaux rangs taxinomiques[13]
Les rangs taxonomiques utilisés en systématique linnéenne pour indiquer la hiérarchie entre les taxons nommés dans la classification du monde vivant sont les suivants (par ordre décroissant) :
- Super-règne, Empire, Domaine (Superregnum, Imperium, Dominium)
- Règne (Regnum)
- Sous-règne (Subregnum)
- Rameau (Ramus, « branch » en anglais)
- Infra-règne (Infraregnum)
  - Super-embranchement, Super-division (Superphylum, Superdivisio)
  - Embranchement, Division (Phylum, Divisio)[15]
  - Sous-embranchement, Sous-division (Subphylum, Subdivisio)
  - Infra-embranchement (Infraphylum)
  - Micro-embranchement (Microphylum)
    - Super-classe (Superclassis)
    - Classe (Classis)
    - Sous-classe (Subclassis)
    - Infra-classe (Infraclassis)
      - Super-ordre (Superordo)
      - Ordre (Ordo)
      - Sous-ordre (Subordo)
      - Infra-ordre (Infraordo)
      - Micro-ordre (Microordo)
        - Super-famille (Superfamilia)
        - Famille (Familia)
        - Sous-famille (Subfamilia)
        - Super-tribu (Supertribus)
        - Tribu (Tribus)
        - Sous-tribu (Subtribus)
          - Genre (Genus)
          - Sous-genre (Subgenus)
          - Section (Sectio)
          - Sous-section (Subsectio)
            - Espèce (Species)
            - Sous-espèce (subspecies) – dernier rang zoologique officiel[16]
            - Variété (varietas) – race étant un rang zoologique informel[16]
            - Sous-variété (subvarietas) – sous-race étant un rang zoologique informel[16]
            - Forme (forma) dernier rang en mycologie – forme étant un rang zoologique informel
            - Sous-forme (subforma)

Il existe également la forma specialis (« forme spéciale ») dans le code botanique, abrégé en f.sp., en plus de types de nomenclature alternatifs qui ne requièrent pas ces rangs absolus.

## Terminaisons latines indiquant le rang
La nomenclature a établi une terminologie codifiée qui permet, au vu de la seule terminaison (ou suffixe) d'un taxon quelconque, de savoir quel est son rang taxinomique dans la hiérarchie systématique :
| Rang \ Règne                                        | Plantes Plantae                                                                                     | Algues Algae                                                                                        | Champignons Fungi                                                                                   | Bactéries Bacteria                                                                                  | Animaux Animalia                                                                                    | Virus        |
| --------------------------------------------------- | --------------------------------------------------------------------------------------------------- | --------------------------------------------------------------------------------------------------- | --------------------------------------------------------------------------------------------------- | --------------------------------------------------------------------------------------------------- | --------------------------------------------------------------------------------------------------- | ------------ |
| Realm                                               | ce rang n’est utilisé qu’en virologie                                                               | ce rang n’est utilisé qu’en virologie                                                               | ce rang n’est utilisé qu’en virologie                                                               | ce rang n’est utilisé qu’en virologie                                                               | ce rang n’est utilisé qu’en virologie                                                               | -viria       |
| Subrealm                                            | ce rang n’est utilisé qu’en virologie                                                               | ce rang n’est utilisé qu’en virologie                                                               | ce rang n’est utilisé qu’en virologie                                                               | ce rang n’est utilisé qu’en virologie                                                               | ce rang n’est utilisé qu’en virologie                                                               | -vira        |
| Règne                                               | -biota                                                                                              | -biota                                                                                              | | -ati                                                                                                | | -virae       |
| Sous-règne                                          | -biotina                                                                                            | -biotina                                                                                            | | | | -virites     |
| Super-embranchement, Super-division ou Super-phylum | -phytanae                                                                                           | -phytanae                                                                                           | | | |              |
| Embranchement, Division ou Phylum                   | -phyta                                                                                              | -phyta                                                                                              | -mycota                                                                                             | -ota                                                                                                | | -viricota    |
| Sous-embranchement, Sous-division ou Sous-phylum    | -phytina                                                                                            | -phytina                                                                                            | -mycotina                                                                                           | | | -viricotina  |
| Infra-embranchement, Infra-division ou Infra-phylum | -phytae                                                                                             | -phytae                                                                                             | | | |              |
| Classe                                              | -opsida                                                                                             | -phyceae                                                                                            | -mycetes                                                                                            | -ia                                                                                                 | | -viricetes   |
| Sous-classe                                         | -idae                                                                                               | -phycidae                                                                                           | -mycetidae                                                                                          | -idae                                                                                               | | -viricetidae |
| Super-ordre                                         | -anae                                                                                               | -anae                                                                                               | | | |              |
| Ordre                                               | -ales                                                                                               | -ales                                                                                               | -ales                                                                                               | -ales                                                                                               | | -virales     |
| Sous-ordre                                          | -ineae                                                                                              | -ineae                                                                                              | -ineae                                                                                              | -ineae                                                                                              | | -virineae    |
| Infra-ordre                                         | -aria                                                                                               | -aria                                                                                               | | | |              |
| Super-famille                                       | -acea                                                                                               | -acea                                                                                               | | | -oidea                                                                                              |              |
| Famille                                             | -aceae                                                                                              | -aceae                                                                                              | -aceae                                                                                              | -aceae                                                                                              | -idae                                                                                               | -viridae     |
| Sous-famille                                        | -oideae                                                                                             | -oideae                                                                                             | -oideae                                                                                             | -oideae                                                                                             | -inae                                                                                               | -virinae     |
| Super-tribu                                         | -odae                                                                                               | | | | -itae                                                                                               |              |
| Tribu                                               | -eae                                                                                                | -eae                                                                                                | -eae                                                                                                | -eae                                                                                                | -ini                                                                                                |              |
| Sous-tribu                                          | -inae                                                                                               | -inae                                                                                               | -inae                                                                                               | -inae                                                                                               | -ina                                                                                                |              |
| Genre                                               | -us, -a, -um, -is, -os, -ina, -ium, -ides, -ella, -ula, -aster, -cola, -ensis, -oides, -opsis, etc. | -us, -a, -um, -is, -os, -ina, -ium, -ides, -ella, -ula, -aster, -cola, -ensis, -oides, -opsis, etc. | -us, -a, -um, -is, -os, -ina, -ium, -ides, -ella, -ula, -aster, -cola, -ensis, -oides, -opsis, etc. | -us, -a, -um, -is, -os, -ina, -ium, -ides, -ella, -ula, -aster, -cola, -ensis, -oides, -opsis, etc. | -us, -a, -um, -is, -os, -ina, -ium, -ides, -ella, -ula, -aster, -cola, -ensis, -oides, -opsis, etc. | -virus       |
| Sous-genre                                          | -us, -a, -um, -is, -os, -ina, -ium, -ides, -ella, -ula, -aster, -cola, -ensis, -oides, -opsis, etc. | -us, -a, -um, -is, -os, -ina, -ium, -ides, -ella, -ula, -aster, -cola, -ensis, -oides, -opsis, etc. | -us, -a, -um, -is, -os, -ina, -ium, -ides, -ella, -ula, -aster, -cola, -ensis, -oides, -opsis, etc. | -us, -a, -um, -is, -os, -ina, -ium, -ides, -ella, -ula, -aster, -cola, -ensis, -oides, -opsis, etc. | -us, -a, -um, -is, -os, -ina, -ium, -ides, -ella, -ula, -aster, -cola, -ensis, -oides, -opsis, etc. | -virus       |

Au-dessous du rang de genre, tous les noms de taxons sont appelés combinaisons. Bien qu'elles ne figurent pas dans ce tableau, la plupart reçoivent également une terminaison latine plus ou moins codifiée selon les disciplines. On distingue plusieurs catégories de combinaisons :
- entre genre et espèce (sous-genre, section, sous-section, série, sous-série, etc.), les combinaisons sont infragénériques et binominales (ou binomial en Botanique et en Mycologie) : nom de genre, puis après indication du rang, une épithète infragénérique, par exemple le cèpe appartient à la section « Boletus sect. Edules » ;
- au rang d'espèce, les combinaisons sont spécifiques et binominales ;
- au-dessous de l'espèce les combinaisons sont infraspécifiques et trinominales.

Les terminaisons de ces épithètes suivent les mêmes règles de syntaxe latine et d'exception que les épithètes spécifiques.